# Dombeya stipulacea
Dombeya stipulacea är en malvaväxtart som beskrevs av Henri Ernest Baillon. Dombeya stipulacea ingår i släktet Dombeya och familjen malvaväxter. Utöver nominatformen finns också underarten D. s. decaryana.